# Alejandro Villanueva (football)
Pour les articles homonymes, voir Villanueva.
Carlos Alejandro Villanueva Martínez, né à Lima le 4 juin 1908 et mort dans la même ville le 11 avril 1944, plus connu sous le nom d'Alejandro Villanueva, est un joueur de football péruvien. 
Surnommé Manguera, il était réputé pour sa technique et son sens du but.

## Biographie

### Carrière en club
Né à Lima, Villanueva commence sa carrière au Club Teniente Ruiz en 1926 avant de jouer dès l'année suivante pour l'Alianza Lima, club qu'il ne quitterait plus par la suite. 
Champion du Pérou à cinq reprises avec l'Alianza Lima et deux fois meilleur buteur du championnat en 1929 et 1931, il devient la figure de proue de toute une génération de joueurs de l'Alianza Lima surnommée El Rodillo Negro (« le rouleau compresseur noir ») surnom hérité d'une tournée triomphale au Chili en 1935 où Villanueva et consorts (avec le concours d'une autre star de l'époque, Teodoro Fernández) écrasent les clubs chiliens rencontrés. En outre, il aligne 26 victoires de rang entre 1931 et 1933 et reste invaincu pendant 3 ans et trois mois avec son équipe.
Néanmoins, il connaît aussi la relégation en deuxième division en 1938, bien que le club remonte dès 1939. À la fin de sa carrière il devient entraîneur-joueur de l'Alianza Lima.

### Carrière en équipe nationale
Avec l'équipe du Pérou, il participe à la première coupe du monde en Uruguay, où son pays tombe dans le groupe C avec la Roumanie et le futur vainqueur et hôte, l'Uruguay.
Il joue également lors des Jeux olympiques de 1936 à Berlin, où le Pérou avance jusqu'en demi-finales en battant la Finlande 7-3 puis l'Autriche 4-2. Mais la victoire contre les Autrichiens est annulée, les deux équipes étant contraintes de rejouer le match à huis clos, ce qui provoque le retrait du Pérou de la compétition. Villanueva inscrit quatre buts durant le tournoi.

#### Buts en sélection
| Buts en sélection d'Alejandro Villanueva | Buts en sélection d'Alejandro Villanueva | Buts en sélection d'Alejandro Villanueva     | Buts en sélection d'Alejandro Villanueva | Buts en sélection d'Alejandro Villanueva | Buts en sélection d'Alejandro Villanueva | Buts en sélection d'Alejandro Villanueva |
|                                          | Date                                     | Lieu                                         | Adversaire                               | Score                                    | Résultat                                 | Compétition                              |
| ---------------------------------------- | ---------------------------------------- | -------------------------------------------- | ---------------------------------------- | ---------------------------------------- | ---------------------------------------- | ---------------------------------------- |
| 1.                                       | 27 novembre 1927                         | Estadio Nacional, Lima (Pérou)               | Argentine                                | 1-1                                      | 1-5                                      | CA 1927                                  |
| 2.                                       | 6 août 1936                              | Stadion am Gesundbrunnen, Berlin (Allemagne) | Finlande                                 | 2-0                                      | 7-3                                      | JO 1936                                  |
| 3.                                       | 6 août 1936                              | Stadion am Gesundbrunnen, Berlin (Allemagne) | Finlande                                 | 6-1                                      | 7-3                                      | JO 1936                                  |
| 4.                                       | 8 août 1936                              | Stadion am Gesundbrunnen, Berlin (Allemagne) | Autriche                                 | 2-2                                      | 4-2 a.p.                                 | JO 1936                                  |
| 5.                                       | 8 août 1936                              | Stadion am Gesundbrunnen, Berlin (Allemagne) | Autriche                                 | 3-2                                      | 4-2 a.p.                                 | JO 1936                                  |
| 6.                                       | 27 décembre 1936                         | Estadio Gasómetro, Buenos Aires (Argentine)  | Brésil                                   | 2-3                                      | 2-3                                      | CA 1937                                  |

NB : Les scores sont affichés sans tenir compte du sens conventionnel en cas de match à l'extérieur (Pérou-Adversaire).

### Décès
Villanueva meurt à l'âge de 35 ans, atteint de tuberculose. Il devient une légende pour l'Alianza Lima, à tel point que de nombreuses chansons lui sont dédiées. Le stade de l'Alianza Lima, situé dans le quartier de La Victoria à Lima, porte aujourd'hui son nom.

## Palmarès(joueur)
| Alianza Lima - Championnat du Pérou (5) : - Champion : 1927, 1928, 1931, 1932 et 1933. - Meilleur buteur : 1928 (3 buts) et 1931 (16 buts). - Championnat du Pérou D2 (1) : - Champion : 1939. |  | Pérou - Jeux bolivariens (1) : - Vainqueur : 1938. |